# Eduardo López Busquets
Eduardo López Busquets (Valencia, 9 de julio de 1957) es un diplomático español.

## Carrera diplomática
Licenciado en Derecho por la Universidad de Valencia, pertenece a la carrera diplomática. 
Ha estado destinado en las representaciones diplomáticas españolas en Colombia, Irán, Alianza Atlántica, Argelia. Ha sido subdirector general de Cooperación con África Central, Oriental y Occidental de la Agencia Española de Cooperación Internacional; asesor diplomático del Gabinete del ministro de Defensa; asesor del Departamento Internacional de la Presidencia del Gobierno; asesor del Gabinete de Análisis y Previsión del Ministerio de Asuntos Exteriores y Cooperación; consejero Encargado de los Asuntos Políticos en la embajada de España en México (2004); director general de Relaciones Informativas e Institucionales de la Oficina del Comisario de la Exposición Internacional de Zaragoza 2008 (2006).
Ha sido Embajador de España en Mozambique y Suazilandia (agosto de 2009-abril de 2012); director general de Casa Árabe (abril de 2012-septiembre de 2015), y Embajador de España en la República Islámica de Irán (septiembre de 2015-julio de 2020).